# Вултуреанка (Дамбовица)
Вултуреанка (рум. Vultureanca) насеље је у Румунији у округу Дамбовица у општини Раскаеци. Oпштина се налази на надморској висини од 181 m.

## Становништво
Према подацима из 2002. године у насељу је живело 193 становника, од којих су сви румунске националности.